# (1595) Tanga
(1595) Tanga és un asteroide pertanyent al cinturó d'asteroides descobert el 19 de juny de 1930 per Harry Edwin Wood i Cyril V. Jackson des de l'observatori Unió de Johannesburg, a la República de Sud-àfrica.
Inicialment va rebre la designació de 1930 EM. Més tard es va anomenar pel port tanzà de Tanga.
Tanga orbita a una distància mitjana del Sol de 2,647 ua, podent allunyar-se'n fins a 2,938 ua. La seva inclinació orbital és 4,165° i l'excentricitat 0,11. Triga a completar una òrbita al voltant del Sol 1573 dies.